# Fate/kaleid liner Prisma Illya
Fate/kaleid liner Prisma Illya (Fate/kaleid liner プリズマ☆イリヤ?) es una serie de manga escrita por Hiroshi Hiroyama e ilustrada por Hideo Takenaka. Fue serializada en la revista Comp Ace de la editorial Kadokawa Shōten desde 2007 a 2008. Se trata de una serie derivada del universo paralelo alternativo de la novela visual Fate/stay night de Type-Moon, con Illyasviel von Einzbern como protagonista. También aparecen varios otros personajes de Fate/stay night y sus secuelas. Una secuela de la serie titulada Fate/Kaleid liner Prisma Illya 2wei! fue serializada desde 2009 a 2012. Una tercera serie del manga, Fate/Kaleid liner Prisma Illya 3rei!!, comenzó su serialización en 2012.
Una adaptación a serie anime producido por Silver Link fue emitiida en Tokio MX entre julio y septiembre de 2013. Una segunda temporada salió al aire entre julio y septiembre de 2014, mientras que una tercera temporada fue estrenada el 6 de julio de 2016. Una adaptación del videojuego titulado Prisma Illya (プリズマ☆イリヤ?) publicado por Kadokawa Games para la Nintendo 3DS, fue lanzado en Japón el 31 de julio de 2014.

## Argumento
Illyasviel von Einzbern es una estudiante de escuela primaria común y corriente que se convierte en una chica mágica cuando el rubí mágico Kaleidostick le considera un maestro más adecuado que la hechicera, Rin Tosaka. Rin, que había sido encargada por el asistente Zelretch para recoger las siete tarjetas de clase que contienen los espíritus de los espíritus heroicos de leyenda, descubre que ella es incapaz de cambiar la mente del rubí y debe supervisar a Illya completando la tarea de recoger las tarjetas de clase. Durante las aventuras de Illya, ella recibe una amiga y rival en una chica llamada Miyu, la maestra contratada por el zafiro Kaleidostick, que de igual forma abandonó su maestro original y rival de Rin, Luvia Edelfelt.

## Personajes

### Principales
Illyasviel von Einzbern (Illya イリヤスフィール・フォン・アインツベルン?, Iriyasufīru fon Aintsuberun)
Seiyū: Mai Kadowaki, Cynthia Martínez (inglés)
En contraste con contraparte Fate/stay night, Illya ha tenido una infancia normal, creciendo sin ningún conocimiento de la magia o la Guerra del Santo Grial. Ella vive con su hermano Shirō y es atendida por sus doncellas Leysritt y Sella cuando sus padres Kiritsugu e Irisviel están lejos. Ella es una fan del anime Magical Girls, y sueña con convertirse en una. Cuando se encuentra con una varita mágica llamada "Magical Ruby", Illya es engañada para firmar un contrato y convertirse en una chica mágica. Como una chica mágica, ella debe buscar las siete "Tarjetas de Clase", que contienen las almas de los espíritus heroicos.
Magical Ruby (マジカルルビー Majikaru Rubī?)
Seiyū: Naoko Takano, Joanne Bonasso (inglés), Jōji Nakata (Drama CD)
Kaleidostick, un dispositivo mágico que permite a su usuario convertirse en una chica mágica. Aunque Rubí inicialmente pertenece a Rin, riñas constantes de Rin con Luvia causa que Ruby abandone a Rin y en su lugar haga un contrato con Illya.
Miyu Edelfelt (美遊・エーデルフェルト Miyu Ēderuferuto?)
Seiyū: Kaori Nazuka, Caitlynn French
Una misteriosa chica que es elegida por Sapphire para convertirse en su nuevo amo y luego adoptada por Luvia. Ella toma sus deberes como Magical Girl muy en serio y es inicialmente desdeñosa de las habilidades de Illya, pero se calienta gradualmente hasta Illya. Ella viene a valorar la amistad de Illya mucho y es muy protectora con ella.
Magical Sapphire (マジカルサファイア Majikaru Safaia?)
Seiyū: Miyu Matsuki, Yumi Kakazu (2016-presente), Molly Searcy (inglés)
Kaleidostick es la hermana menor del Ruby Mágico, que permite que Miyu se convierta en una chica mágica. Sapphire fue asignado originalmente para Luvia, pero, como con Ruby, Sapphire abandonó a Luvia después de cansarse de cómo ella estaba constantemente peleando con Rin.
Rin Tōsaka (遠坂 凛 Tōsaka Rin?)
Seiyū: Kana Ueda, Carli Mosier (inglés)
Una joven hechicera enviada por el asistente Kischur Zelretch Schweinorg a Japón con el fin de capturar las tarjetas Clase usando los poderes de una chica mágica. Después de que Rubí la abandona por Illya, Rin obliga a Illya cumplir su misión en su lugar, a la vez orienta y supervisa a Illya. Aunque normalmente competente, su constante lucha con Luvia a menudo hace que se creen varias equivocaciones embarazosas, dejando a Illya y Miyu con una opinión negativa de sus habilidades.
Luviagelita Edelfelt (ルヴィアゼリッタ・エーデルフェルト Ruviazeritta Ēderuferuto?)
Seiyū: Shizuka Itō, Shelly Calene-Black (inglés)
Una joven rica y orgullosa hechicera asignada para trabajar junto con Rin para capturar las tarjetas Clase. Después de que zafiro la abandona, Luvia adopta de inmediato a un nuevo maestro de Sapphire, Miyu, y su guía para capturar las tarjetas Clase. Ella es indiscriminada en el uso de su riqueza, construyendo una mansión en la calle de la casa Einzbern en un solo día, donde ella y Miyu viven actualmente. Su rivalidad con Rin se deriva de su enamoramiento mutuo sobre Shirō, quien no se da cuenta de su atracción por él.
Chloe von Einzbern (クロエ・フォン・アインツベルン Kuroe fon Aintsuberun?)
Seiyū: Chiwa Saitō
Una misteriosa chica que es idéntica a Illya, excepto por su piel morena, y aparece después de que Illya y Miyu capturan todas las tarjetas Clase. Ella es una presencia antagónica y su objetivo inicial es destruir a Illya por razones desconocidas. La existencia de Chloe se reveló más tarde al ser otro lado de Illya que fue sellado lejos previamente para que Illya pudiera vivir una vida ordinaria.

### Familia Einzbern
Shirō Emiya (衛宮 士郎 Emiya Shirō?)
Seiyū: Noriaki Sugiyama, Patrick Poole inglés)
Es el hermano mayor adoptivo de Illya, un joven común y corriente que a menudo termina en situaciones desafortunadas. Illya está enamorada de él, y él es bastante popular entre las chicas, incluida Rin, Luvia, y Sakura Matō, aunque él no se da cuenta de que se sienten atraídas abiertamente a él. Shirō tiende a ser maltratado por la gente a su alrededor, aunque admite que él está acostumbrado a estar en el último peldaño de la escalera. Una versión alterna de él, criado por la familia de Miyu, parece haber aprendido la magia y es más similar a la Shirō en Fate/Stay Night.
Sella (セラ Sera?) y Leysritt (リーゼリット Rīzeritto?)
Seiyū: Haruhi Nanao (Sella), Miho Miyagawa (Leysritt)
Sella y Leysritt son criadas en el hogar Einzbern y cuidadoras primarias de Illya y Shiro. Sella es mujer que se irrita con facilidad por los disturbios en el hogar, pero se dedica a Illya y se toma en serio sus deberes. Por el contrario, Leysritt es tolerante y no duda en eludir sus deberes y Shirō las tiene a ellas hacer los deberes en su lugar. Sin embargo, ella es muy entusiasta y comprensiva hacia ambos, Illya y Shirō. Sella tiene la tendencia de pensar que Shirou es un lolicon y un pervertido cada vez que éste realiza un acto de afecto de hermano hacia Illya, por lo que siempre lo golpea sin escuchar alguna explicación. Además, actúa con dureza hacia él afirmando que, dado que Shirou es el hijo mayor de la casa, tiene que asumir sus responsabilidades.
Irisviel von Einzbern (アイリスフィール・フォン・アインツベルン Airisufīru fon Aintsuberun?) y Kiritsugu Emiya (衛宮 切嗣 Emiya Kiritsugu?)
Seiyū: Sayaka Ohara (Irisviel), Rikiya Koyama (Kiritsugu)
Son los padres de Illya y Shirō, que a menudo están fuera de casa y a la vez trabajando duro para asegurarse de que sus hijos puedan vivir vidas ordinarias. Irisviel es una excéntrica mujer que ama a Illya y a Shirō profundamente y tiene la suficiente habilidad para noquear a Chloe con un solo golpe. Ella está a menudo fuera de casa, solo revela que ella y su marido están trabajando duro para permitir que los niños vivan una vida normal. A pesar de estar lejos, ella e Illya comparten una estrecha relación. A pesar de que es un descendiente de una larga línea de magos, ella y Kiritsugu abandonaron a la familia Einzbern poco después que nació Illya. Kiritsugu todavía no ha hecho acto de presencia en la serie, aunque Shirō expresa el deseo de que regrese, sobre todo porque se siente oprimido por la presencia femenina abrumadora en su hogar.

### Academia Homurahara
Taiga Fujimura (藤村 大河 Fujimura Taiga?)
Seiyū: Miki Itō, Allison Sumrall (inglés)
Maestra de Illya y Miyu en la escuela.
Mimi Katsura (桂 美々 Katsura Mimi?)
Seiyū: Satomi Satō, Brittney Karbowski (inglés)
Una chica en el círculo de amigos de Illya, que resulta ser una estudiante de honor. A ella le gusta el Amor de los niños después de ver la relación de Illya-Miyu-Chloe y Shirou-Issei, y se convierte en un fujoshi después de que Suzuka y su hermana la introducen en el reino de los doujinshi. Ella tiene un hermanito.
Issei Ryūdō (柳洞 一成 Ryūdō Issei?)
Seiyū: Mitsuaki Madono
El heredero del templo de Ryuudou, único hombre, y los mejores amigos de Shirou Emiya. Al igual que su contraparte Fate / stay night, también es miembro del consejo estudiantil.
Tatsuko Gakumazawa (嶽間沢 龍子 Gakumazawa Tatsuko?)
Seiyū: Emiri Katō, Emily Neves (inglés)
Una chica bajita y rubia en el círculo de amigos de Illya. Ella es la más problemática para el grupo, y una cabeza hueca. Constantemente crea problemas para todo lo que hacen, como agregar nuez moscada y mentas en un pastel en clase de cocina (pensó que estaban haciendo bistecs de hamburguesas), incluso que su padre dice que ya ayuda mucho al no ayudar en absoluto. A pesar de que ella es la heredera del dojo estilo Gakumazawa, ella no tiene talentos en artes marciales en absoluto.
Suzuka Kurihara (栗原 雀花 Kurihara Suzuka?)
Seiyū: Kanae Itō, Nancy Novotny (inglés)
Una chica de pelo negro que lleva un espectáculo de marco rojo que está en el círculo de amigos de Illya. Ella es la mente racional del grupo. Ella tiene una hermana mayor, que es una artista de manga doujin.
Nanaki Moriyama (森山 那奈亀 Moriyama Nanaki?)
Seiyū: Mariya Ise, Juliet Simmons (inglés)
Una chica de pelo rosa en el círculo de amigos de Illya. Le molestan a Luvia y Rin (a quienes llama "taladros rubios" y "twintails" respectivamente) por obstaculizar el amor de su hermana mayor (a su hermana le gusta Shirou Emiya). Resulta ser una genio, ya que domina el arte marcial estilo Gakumazawa en menos de unos minutos, pero su pereza le impide utilizar sus talentos de manera eficiente.
Caren Hortensia (カレン・オルテンシア Karen Orutenshia?)
Seiyū: Ami Koshimizu
La enfermera de la escuela, una mujer que ha estado observando a Illya, Miyu y Chloe. Ella no muestra ningún interés en los acontecimientos, y es bastante despreocupada de su trabajo como enfermera. Más tarde se revela como representante de la Iglesia en el asunto relacionado con las tarjetas Clase, trabajando como fondo de la ayuda, así como supervisor. También se revela que ella eligió trabajar como enfermera de la escuela, ya que le permite disfrutar de su interés en la observación de los sufrimientos de los niños de cerca.

## Media

### Manga
La serie, escrita por Hiroshi Hiroyama, comenzó la serialización en la revista Comp Ace de Kadokawa Shōten de septiembre de 2007. Una secuela de la serie titulada Fate/Kaleid liner Prisma Illya 2wei! (Fate/kaleid liner プリズマ☆イリヤ ツヴァイ！?) fue publicada entre 2009 y 2012. Una tercera serie de manga titulado Fate/Kaleid liner Prisma Illya 3rei!! (Fate/kaleid liner プリズマ☆イリヤ ドライ！！?) comenzó su serialización en 2012. En 2010, un capítulo especial fue serializado en Comp Ace para celebrar el quinto aniversario de la revista, que ofrece un crossover entre Prisma Illya y Magical Girl Lyrical Nanoha.

### Anime

#### Fate/kaleid liner Prisma Illya
La primera temporada, una serie anime de televisión con 10 episodios fueron adaptados por Silver Link, se emitió en Japón el 12 de julio de 2013. La serie fue transmitida simultáneamente por Crunchyroll. Los episodios fueron transmitidos la semana previa en Niconico. El tema de apertura es "Starlog" interpretado por Choucho mientras que el primer tema de cierre es "Sympathy Prisma" interpretado por StylipS. El tema de cierre para el episodio 9 es "Tsunagu Kizuna - Tsutsumu Kodoku" (ツナグキズナ・ツツムコドク Connected Bonds Seals Loneliness?) interpretado por StylipS. El anime está licenciado en Norteamérica por Sentai Filmworks, que lanzó la serie en formato Blu-ray y DVD el 2 de septiembre de 2014.

#### Fate/kaleid liner Prisma Illya 2wei!
La segunda temporada con 10 episodios, Fate/kaleid liner Prisma Illya 2wei!, salió al aire el 9 del 2014. El tema de apertura es "Moving Soul" interpretado por Minami Kuribayashi, mientras que el tema de cierre es "Two by Two" interpretado por Yumeha Kouda.

#### Fate/kaleid liner Prisma Illya 2wei Herz!
Una tercera temporada, Fate/kaleid liner Prisma Illya 2wei Herz! (Fate/kaleid liner プリズマ☆イリヤ ツヴァイ ヘルツ！), fue anunciada para ser puesta al aire en 2015. El primer capítulo se estrenó el 25 de julio de 2015. El tema de apertura es "Wonder Stella" interpretado por Fhana, mientras que el primer tema de cierre es "Hapening Diary" y el segundo tema de cierre es "Wishing Diary", ambos interpretados por Yumeha Kouda.

### Videojuego
Una adaptación del videojuego desarrollado y publicado por Kadokawa Games para la Nintendo 3DS titulado Prisma Illya ( プリズマ☆イリヤ?) ha sido anunciado. El juego cubre la historia del manga y el anime. El juego fue lanzado en Japón el 31 de julio de 2014, con las ediciones regular y limitada.